# Eublemma luteipennis
Eublemma luteipennis là một loài bướm đêm trong họ Erebidae.